# Konklave 1830–1831

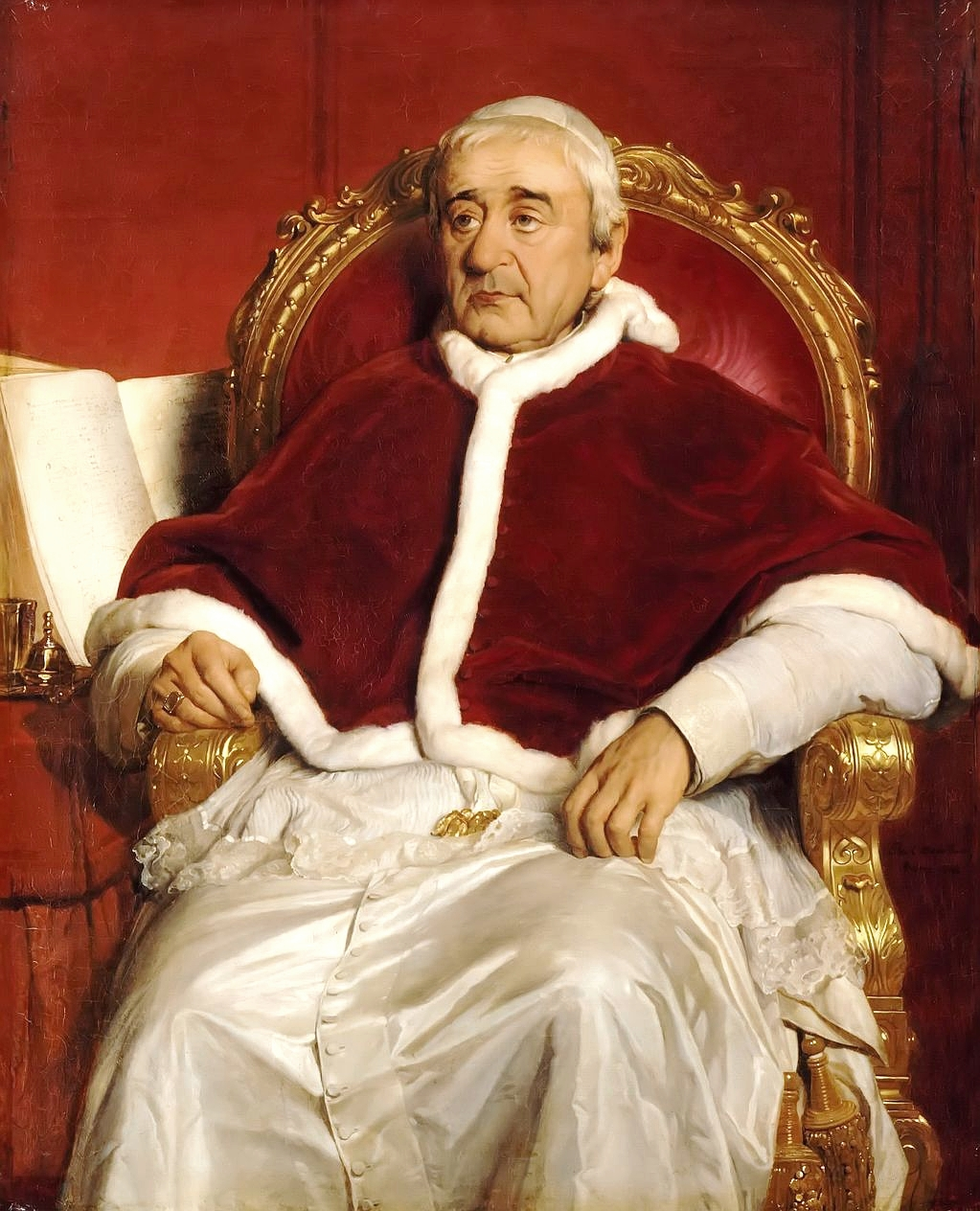
Papst Gregor XVI.

Im Konklave von 1830–1831, das vom 14. Dezember 1830 bis zum 2. Februar 1831 tagte, wurde der bisherige Präfekt der Kongregation De Propaganda Fide, Bartolomeo Alberto Cappellari OSBCam, zum Papst Gregor XVI. gewählt. Es war das bisher letzte Konklave, das länger als einen Monat dauerte.

## Ablauf
Nach dem Tod von Papst Pius VIII. am 30. November 1830 rief Kardinaldekan Bartolomeo Pacca die Kardinäle zum Konklave zusammen. Zwei Wochen nach dem Tod des Papstes begann die Wahl des Nachfolgers. Zu den papabili zählten die Kardinäle Giacomo Giustiniani, Giuseppe Albani und Emmanuele De Gregorio. Der spanische Kardinal Juan Francisco Marco y Catalán verkündete die Exklusive, das Veto König Ferdinands VII. von Spanien, gegen die Wahl von Giacomo Giustiniani. Der französische König Louis-Philippe I. hatte seinerseits Kardinal Joachim-Jean-Xavier d’Isoard instruiert, sein Veto einzulegen, sollte Kardinal Vincenzo Macchi gewählt werden. So wurde erst nach fünfzig Tagen Kardinal Cappellari zum Papst gewählt und nahm den Papstnamen Gregor XVI. an.

## Kardinäle
Während der Sedisvakanz gab es 54 Kardinäle, von denen 45 an der Wahl teilnahmen. Die meisten Kardinäle waren Italiener, der älteste Teilnehmer war der 86-jährige Benedetto Naro. Das Durchschnittsalter der Teilnehmer betrug 65 Jahre.

### Wichtige Ämter
Während der Sedisvakanz wurden diese Ämter von folgenden Kardinälen ausgeübt:
- Kardinaldekan: Bartolomeo Pacca
- Kardinalsubdekan: Pietro Francesco Galleffi
- Camerlengo: Pietro Francesco Galeffi
- Kardinalvikar: Giacinto Placido Zurla
- Kardinalprotodiakon: Giuseppe Albani

### Teilnehmer
Folgende Kardinäle nahmen am Konklave teil:
- Bartolomeo Pacca, Kardinaldekan
- Pietro Francesco Galleffi
- Tommaso Arezzo
- Emmanuele De Gregorio, Kardinalgroßpönitentiar
- Giovanni Francesco Falzacappa
- Carlo Maria Pedicini
- Luigi Ruffo Scilla, Erzbischof von Neapel
- Joseph Fesch
- Carlo Oppizzoni
- Giuseppe Morozzo Della Rocca
- Fabrizio Sceberras Testaferrata
- Benedetto Naro
- Giorgio Doria Pamfilj Landi
- Antonio Pallotta
- Ercole Dandini
- Carlo Odescalchi
- Giacinto Placido Zurla, Kardinalvikar
- Giuseppe Albani, Staatssekretär Pius’ VIII.
- Agostino Rivarola
- Cesare Guerrieri Gonzaga
- Antonio Frosini
- Tommaso Riario Sforza
- Giovanni Battista Bussi, Erzbischof von Benevent
- Karl Kajetan von Gaisruck
- Pedro Inguanzo y Rivero
- Ludovico Micara
- Gustav Maximilian von Croÿ
- Bartolomeo Alberto Cappellari (zu Papst Gregor XVI. gewählt)
- Pietro Caprano
- Giacomo Giustiniani
- Vincenzo Macchi
- Giacomo Filippo Fransoni
- Benedetto Colonna Barberini di Sciarra
- Giovanni Antonio Benvenuti
- Ignazio Nasalli-Ratti
- Joachim-Jean-Xavier d’Isoard, Erzbischof von Auch
- Antonio Domenico Gamberini, Bischof von Orvieto
- Tommaso Bernetti
- Belisario Cristaldi
- Cesare Nembrini Pironi Gonzaga
- Thomas Weld
- Louis-François-Auguste de Rohan-Chabot
- Juan Francisco Marco y Catalán
- Raffaele Mazio
- Domenico De Simone

### Nicht teilnehmende Kardinäle
Folgende Kardinäle nahmen nicht am Konklave teil:
- Giovanni Caccia-Piatti, Präfekt der Apostolischen Signatur
- Francisco Javier de Cienfuegos y Jovellanos, Erzbischof von Sevilla
- Cesare Brancadoro, Erzbischof von Fermo
- Bonaventura Gazzola
- Teresio Maria Carlo Vittorio Ferrero della Marmora
- Rudolf Johannes Joseph Rainer von Habsburg-Lothringen
- Patrício da Silva, Patriarch von Lissabon
- Alexander Rudnay
- Jean-Baptiste de Latil, Erzbischof von Reims